# Міцність

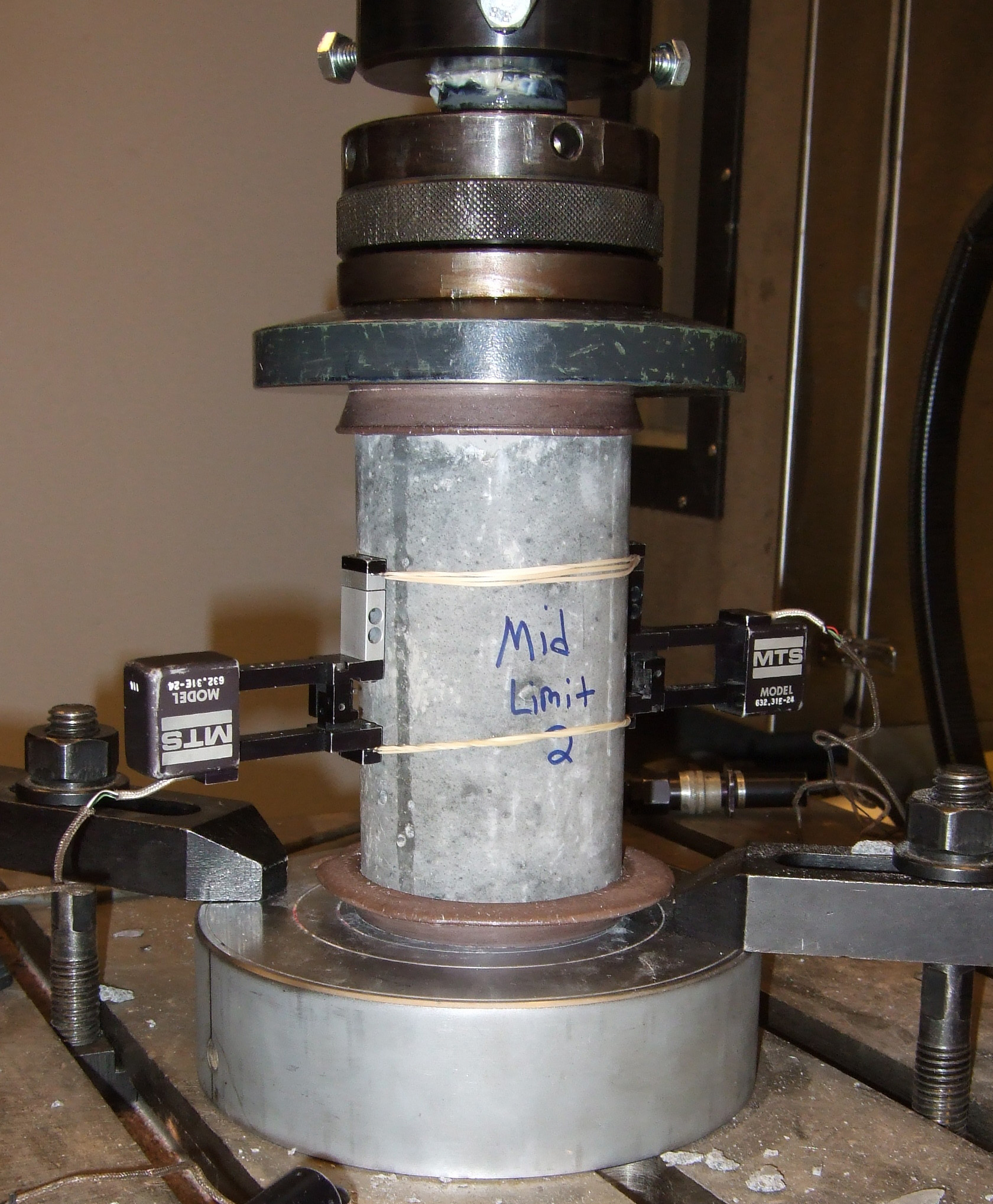
Випробовування зразка на міцність при стисканні.

Мі́цність — здатність матеріалу чинити опір незворотній (пластичній, в'язкій) деформації і руйнуванню (розділенню на частини) під дією навантажень або інших факторів (усадка, нерівномірне температурне поле і т. д.). Втрата міцності або перевищення її граничного значення призводить до руйнування матеріалу і деталі чи конструкції з нього виготовленої. Міцність є однією з основних механічних характеристик матеріалу.
Розрізняють міцність власне матеріалу і конструкційну міцність, а за способом прикладання навантаження: статичну (короткочасну та тривалу) і динамічну міцність (в умовах ударних та циклічних навантажень).
Показники міцності: тимчасовий опір або границя міцності, границя пружності, границя текучості, границя тривалої міцності, границя витривалості.

## Допустимі напруження
Найбільші напруження в матеріалі деталі з умови надійної її роботи слід обмежувати допустимими значеннями. При розтяганні та стисканні допустимі напруження позначають відповідно {\displaystyle ~[\sigma _{+}]} та {\displaystyle ~[\sigma _{-}]}. При зсуві — {\displaystyle ~[\tau ]}.
Якщо відомі допустимі напруження і є формули, що визначають напруження через зусилля і моменти сил в перерізі, то можна, в принципі, розрахувати на міцність будь-яку деталь.

## Оцінка міцності при різних видах деформації
У разі розтягнення чи стискання стержня знаходять небезпечні перерізи, в яких напруження досягають найбільших по модулю значень, і для цих перерізів записують умову міцності у вигляді:
{\displaystyle ~\sigma _{max}={\frac {N_{max}}{F}}\leqslant [\sigma ].}
Для випадку зсуву (зрізу)
{\displaystyle ~\tau _{max}={\frac {N_{max}}{F}}\leqslant [\tau ].}
При згинанні
{\displaystyle ~\sigma _{max}={\frac {M_{max}}{W_{0}}}\leqslant [\sigma ].}
При крученні
{\displaystyle ~\tau _{max}={\frac {T_{max}}{W_{p}}}\leqslant [\tau ].}
При поверхневому зминанні деталей
{\displaystyle ~\sigma _{3M}={\frac {N}{A}}\leqslant [\sigma ].}
У цих рівняннях:
- {\displaystyle ~\sigma _{max}}, {\displaystyle ~\tau _{max}} і {\displaystyle ~\sigma _{3M}} — найбільші розрахункові нормальне, дотичне напруження чи напруження зминання, відповідно;
- {\displaystyle ~[\sigma ]} і {\displaystyle ~[\tau ]} — допустимі нормальне і дотичне напруження, безпечні з точки зору міцності деталі;
- {\displaystyle N_{max}} — найбільше зусилля розтягу, зрізу або зминання;
- {\displaystyle M_{max}} — найбільший згинальний момент;
- {\displaystyle T_{max}} — найбільший крутний момент;
- {\displaystyle W_{0}} — осьовий момент опору перерізу;
- {\displaystyle W_{p}} — полярний момент опору перерізу деталі;
- А, F — площа перерізу (поверхні зминання).

Для випадку складного напруженого стану, коли вектор напруження в матеріалі довільно спрямований у тривимірних координатах, еквівалентне напруження та умову настання граничного стану визначають керуючись теоріями міцності.

## Статична міцність

### Статична міцність в умовах короткочасних навантажень

#### Зразки для випробувань

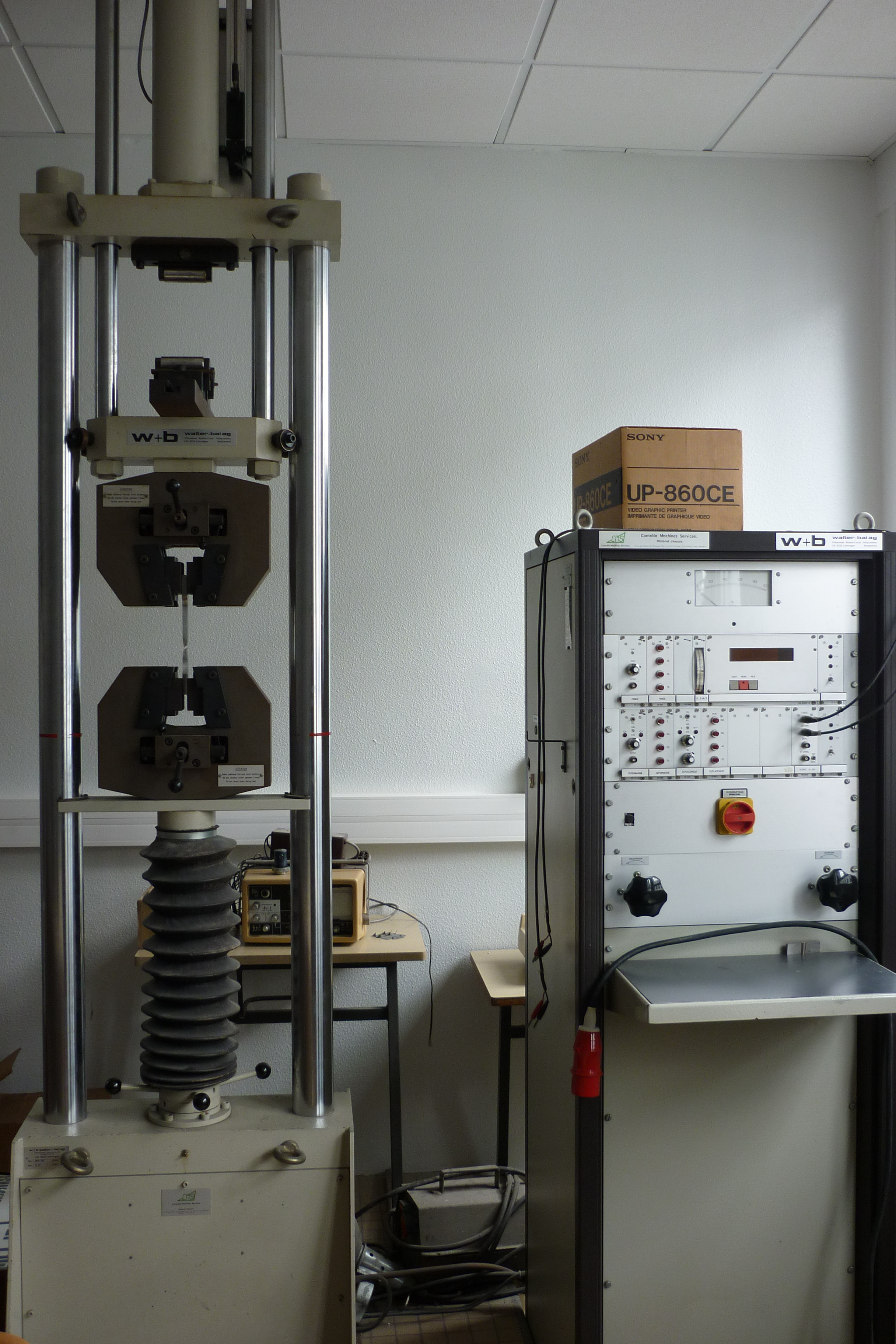
Розривна машина для випробувань зразків на розтягування

Важливою характеристикою матеріалу є границя міцності, яку визначають в результаті руйнування зразків під час статичних випробовувань на спеціальних розривних машинах. Найчастіше випробовують на розтяг, рідше на стиск, згин або кручення. У випадку розтягу стандартний зразок круглого (рідше прямокутного) перетину навантажують двома однаковими й протилежно спрямованими силами вздовж його осі. Ці сили плавно зростають доти, поки зразок не зруйнується. Найчастіше використовують довгі зразки, в яких відношення довжини до поперечного діаметра l/d = 10, рідше — короткі, в яких l0/d0 = 5, де l0 — початкова розрахункова довжина і d0 — початковий діаметр зразка; S0 — початкова площа поперечного перетину зразка). Перед випробовуванням на зразок наносять позначки, якими позначають величину l0, потім вимірюють l0 і d0.

#### Діаграма розтягання

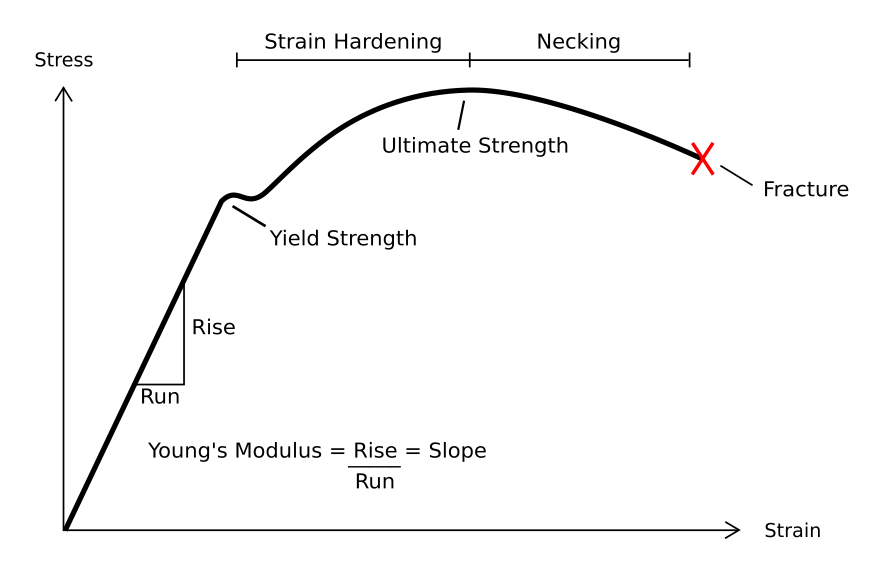
Діаграма розтягання металевого зразка

На основі випробувань зразків на розривних машинах будується діаграма розтягування (діаграма деформування) у координатах напруження-деформація. Характер діаграми залежить від властивостей випробуваного матеріалу. Типовий вигляд такої діаграми зображено на рисунку. Діаграма розтягування має низку характерних ділянок.
Від початку навантажування до певного значення напружень спостерігається прямопропорційна залежність між напруженням та деформацією. На цій стадії розтягування справедливий закон Гука.
Далі ця лінійна залежність втрачається і межа має назву границя пропорційності. Отже границею пропорційності називається напруження, після якого порушується закон Гука.
При подальшому збільшенні навантаження, у матеріалі з'являються залишкові деформації, що не зникають після розвантаження. Найбільше напруження, до якого залишкова деформація не виявляється, називається границею пружності.
Подальше збільшення навантаження приводить до появи горизонтальної площинки текучості на діаграмі деформування. Такий процес деформації називають текучістю матеріалу, що супроводжується залишковим подовженням, яке не зникає після розвантаження. Отже, границею текучості (англ. yield strength) σТ зветься найменше напруження, при якому деформація зразка відбувається при постійному розтягувальному напруженні.
Початок пластичної деформації відповідає настанню деякого
критичного стану, який можна виявити не тільки за появою залишкових деформацій, але і за підвищенням температури, зміною електропровідності та магнітних властивостей при цьому. Після стадії текучості матеріал знову набуває здатності збільшувати опір (англ. strain hardening) до деякої границі. Напруження, що відповідає максимальному опору матеріалу має назву тимчасовий опір або границя міцності (англ. ultimate strength) і позначається σв.
Подальше розтягування зразка супроводжується появою шийки (локалізації деформування), його знеміцненням і руйнуванням (англ. fracture).
Границя (межа) міцності при стиску щільних вивержених та метаморфічних гірських порід становить приблизно 100 МПа, а для особливо міцних порід, наприклад, базальтів, досягає 500 МПа. Міцність осадових порід суттєво залежить від їхньої структури та пористості і лежить у межах 5—200 МПа. Теорії міцності розроблялися багатьма вченими, серед яких були Галілео Галілей, Сен-Венан, Кулон, Максвелл, Мор, Ріттінґер та ін.

### Міцність за умов тривалих навантажень
Тривала міцність (англ. longtime strength) — властивість матеріалу протидіяти руйнуванню при довгочасній дії статичного навантаження та високої температури.
З підвищенням температури характеристики механічних властивостей матеріалів змінюються, тому за високих температур визначають не тільки звичні характеристики за короткочасних випробувань, але і характеристики за тривалої роботи.
Пошкодження матеріалу внаслідок його повзучості спричиняють руйнування, опір якому має назву тривалої міцності або міцності матеріалу за довгочасного навантажування. Вживання і визначення цього терміна обумовлюється ДСТУ 2825-94.
Термін довгочасна міцність (англ. long-term strength) регламентується ДСТУ Б А.1.1-5-94 для характеристики властивостей будівельних матеріалів.
Для оцінки міцності деталей, що тривалий час знаходяться у навантаженому стані в умовах підвищених температур вводиться поняття границі тривалої міцності.
Границею тривалої міцності (англ. longtime strength limit) (за ДСТУ 2825-94) називається напруження, розраховане по початковій площі перерізу зразка за якого зразок досягає поділу на частини при даній температурі через обумовлений проміжок часу. Цей проміжок часу називається базою випробування. За ДСТУ 2825-94 поняття межа довгочасної міцності є недозволеним до вживання синонімом. Границю тривалої міцності визначають на основі результатів випробувань на тривалу міцність.

## Динамічна міцність
Динамічна міцність — властивість матеріалів і конструкцій чинити в певних межах опір руйнуванню або помітній зміні форми від діяння динамічних навантажень і є характеристикою опору матеріалу деформуванню або руйнуванню при динамічному навантаженні.
Розрізняють динамічну міцність при багатократному циклічному навантаженні та динамічну міцність при однократному навантаженні.

## Конструкційна міцність
Конструкційна міцність (англ. structural strength) — міцність матеріалу конструкції з урахуванням конструкційних, технологічних і експлуатаційних чинників. Під конструкційною міцністю мають на увазі зазвичай певний комплекс механічних властивостей, що забезпечує тривалу і надійну роботу матеріалу в умовах його експлуатації.
Конструкційна міцність звичайно є меншою за власне міцність матеріалу. Невідповідність між конструкційною міцністю і міцністю матеріалу, що визначена на зразку з використанням випробних машин, залежить від:
- форми та розмірів деталі (наявністю джерел концентрації напружень: отворів, нарізі, рівців тощо);
- різних механізмів руйнування матеріалу деталі;
- стану матеріалу у поверхневих шарах деталі;
- анізотропії властивостей матеріалу;
- особливостей середовища, що контактує з поверхнями деталі тощо.

## Питома міцність
Питома міцність (англ. specific strength) — відношення максимально допустимих механічних напружень, які матеріал здатен витримати без руйнування, до густини матеріалу. Питома міцність матеріалів особливо є важливою для авіабудування, ракетобудування, космічних апаратів і є найінформативнішою характеристикою при виборі матеріалу для конструктивних елементів літальних апаратів.

## Зміцнення матеріалів
Зміцнення матеріалів (англ. strengthening of materials) — підвищення опору матеріалів або заготовок руйнуванню чи деформації внаслідок технологічного процесу.
Зміцнення характеризується ступенем зміцнення — показником відносного підвищення значення заданого параметра опірності матеріалу руйнуванню чи залишковій деформації у порівнянні з його вихідним значенням в результаті зміцнювальної обробки, а також (у ряді випадків) глибиною зміцнення (товщиною зміцненого шару). Зміцнення зазвичай супроводжується зниженням пластичності. Тому практично вибір способу і оптимального режиму зміцнювальної обробки визначається максимальним підвищенням міцності матеріалу при допустимому зниженні пластичності, що забезпечує найбільшу конструкційну міцність.